# محطة تحويل النفايات إلى طاقة

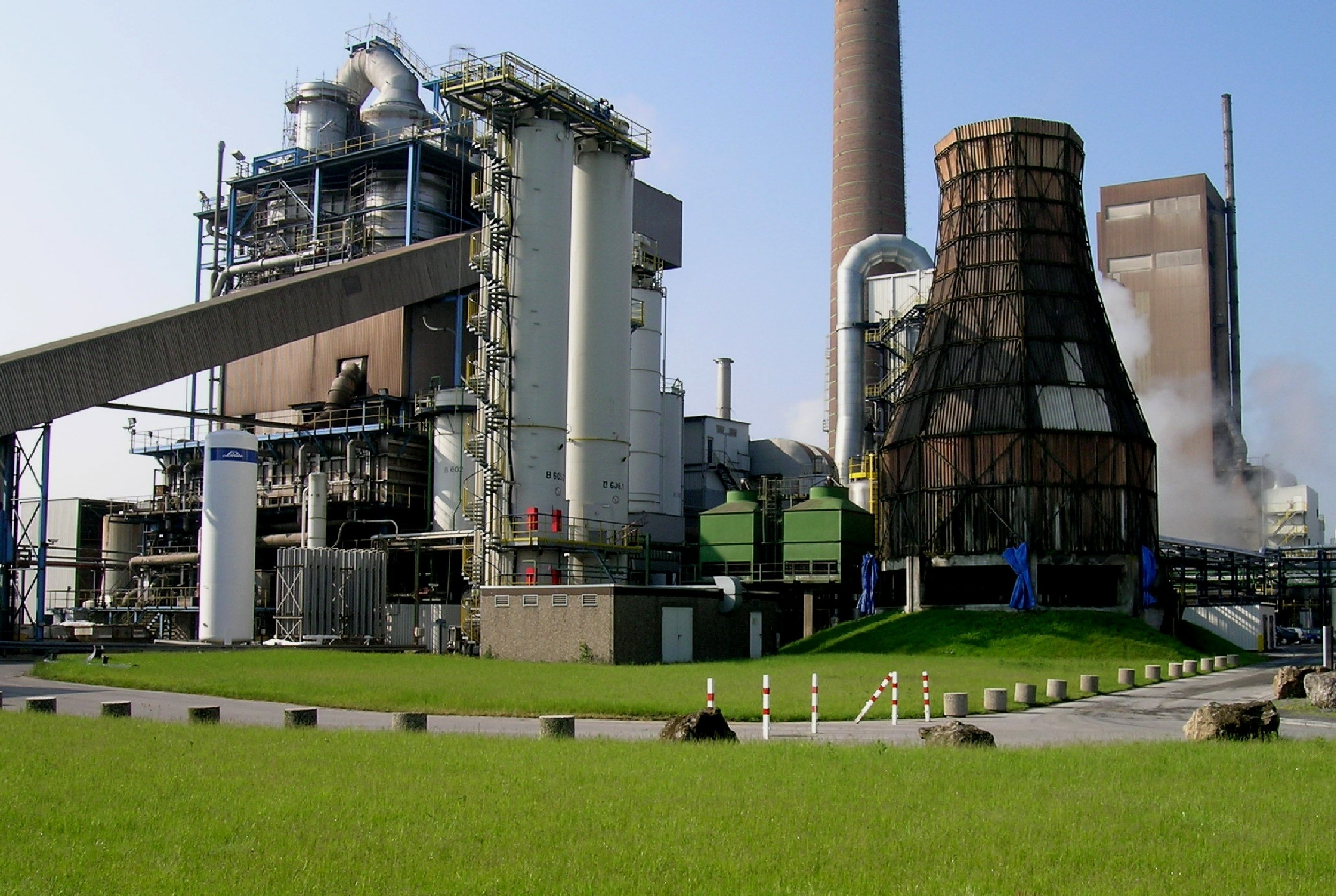

محطة تحويل النفايات إلى طاقة هي منشأة لإدارة النفايات عن طريق حرقها وتحويلها إلى كهرباء. يسمى هذا النوع من محطات الطاقة أحيانًا محطة تحويل المخلفات إلى طاقة، أو حرق نفايات البلدية، أو استرداد الطاقة، أو استخراج موارد الطاقة.
تختلف المحطات الحديثة لتحويل النفايات إلى طاقة عن طرق حرق النفايات الشائع استخدامها في العقود الأخيرة، إذ إن المحارق أو مكبات النفايات عادةً لا تزيل المواد السامة أو تدوّر المواد القابلة للتدوير قبل الحرق. تعرّض هذه المحارق صحة عمال المصنع والسكان المجاورين إلى الخطر، بالإضافة إلى أن أغلبها لا ينتج كهرباء.
يُنظر إلى محطات تحويل النفايات إلى طاقة على أنها إستراتيجية لتنويع مصادر الحصول على الطاقة، خاصة في السويد، التي أصبحت رائدة في مجال إنتاج الطاقة الكهربائية من النفايات خلال السنوات العشرين الماضية. الإنتاج الطبيعي للطاقة الكهربائية هو 500 إلى 600 كيلوواط ساعي من الكهرباء مقابل طن واحد من النفايات المحروقة. بالمقابل، تنتج المحارق 1200 ميغاواط ساعي من حرق 2,200 طن من النفايات يوميًا.

## مبدأ عمل المحطات
تعمل أغلب محطات تحويل النفايات إلى طاقة على حرق النفايات الصلبة القادمة من البلدية، ويعمل بعضها على حرق النفايات الصناعية أو النفايات السامة. حديثًا، تعمل هذه المحطات على فرز النفايات قبل تحويلها إلى طاقة كهربائية وذلك من أجل إعادة تدوير المواد القابلة للتدوير. العناصر الوحيدة التي يجري حرقها هي العناصر غير القابلة للتدوير، من ناحية تصميمها أو من الناحية الاقتصادية، وغير الخطرة.
تشبه المحطات في تصميمها محطات التوليد الكهربائية، وتشبه جزئيًا محطات الطاقة الحيوية. في البداية، تُجمع النفايات في المنشأة، ثم تُفرز لإزالة النفايات القابلة لتدوير والمواد السامة، ثم تُخزن حتى وقت الحرق. تستخدم بعض المحطات التغويز، ولكن أغلبها يحرق النفايات مباشرة لأنها تقنية فعّالة. يمكن إضافة النفايات إلى المرجل (الغلاية) بشكل مستمر أو على دفعات، وهذا يعتمد على تصميم المحطة.
بالنسبة للحجم، فإن هذه المحطات تحرق من 80 إلى 90 بالمئة من النفايات. في بعض الأحيان، تُستخدم بقايا الرماد لأغراض معينة كمواد خام لتصنيع الطوب الأسطوانية أو لبناء الطرق. بالإضافة إلى ذلك، تُجمع المعادن التي يمكن حرقها من قاع الفرن وتُباع للمسابك. تحوّل بعض محطات تحويل النفايات إلى طاقة المياه المالحة إلى مياه صالحة للشرب باعتبارها منتجًا ثانويًا لعمليات التبريد.

## التكاليف
تُكلف المحطة النموذجية ذات سعة 400 غيغاواط ساعي 440 مليون دولار للبناء سنويًا. تمتلك هذه المحطات ميزة كبيرة من ناحية التكاليف مقارنة بالمحطات التقليدية، إذ قد تتلقى محطات تحويل النفايات إلى طاقة أرباحًا لاستقبال النفايات باعتبارها بديلًا عن تكلفة التخلص من النفايات في المكبات، يُشار إليها عادةً بـ«رسوم البقشيش» للطن، مقابل دفع تكلفة الوقود، في حين قد تمثل تكلفة الوقود 45 بالمئة من تكلفة إنتاج الكهرباء في محطة تعمل بالفحم، و75 بالمئة أو أكثر من التكلفة في محطة تعمل بالغاز الطبيعي. تقدر الرابطة الوطنية لإدارة النفايات الصلبة أن متوسط رسوم نقل النفايات في الولايات المتحدة لعام 2002 كان 33.70 دولار لكل طن.

## التلوث
تسبب محطات تحويل النفايات إلى الطاقة تلوثًا أقل للهواء مقارنة بالمحطات التي تعمل بالفحم، ولكنه أكثر من ذلك الذي تسببه المحطات التي تعمل بالغاز الطبيعي. في الوقت نفسه، هي ذات تأثير سلبي من ناحية الكربون: تطلق عملية تحويل النفايات إلى وقود حيوي كمية أقل من الكربون والميثان إلى الهواء مقارنة بالتخلص من النفايات في المكبات أو البحيرات.
صُمّمت محطات تحويل النفايات إلى طاقة لتقليل الانبعاثات الملوثة للهواء من غازات المداخن الخارجة إلى الغلاف الجوي، مثل أكاسيد النيتروجين، وأكاسيد الكبريت، والجسميات الصغيرة، وللقضاء على هذه الملوثات الموجودة في النفايات، باستخدام طرق السيطرة على التلوث مثل المرشحات الكيسية، وأجهزة غسل الغاز، والمرسّبات الكهربائية الساكنة. يمكن لدرجات الحرارة العالية، والاحتراق الفعال، والتحكم والتنقية الفعالين، أن تقلل إلى حد كبير من المخرجات الملوثة للهواء.
ينتج عن حرق نفايات البلدية كمية كبيرة من انبعاثات الديوكسين والفيوران في الغلاف الجوي مقارنة بالكميات الصغيرة الناتجة عن حرق الفحم أو الغاز الطبيعي. يُعد الديوكسين والفيوران من المخاطر الصحية الجسيمة. ومع ذلك، تسبّب التطور في تصميمات التحكم في الانبعاثات واللوائح الحكومية الجديدة الصارمة، بالإضافة إلى المعارضة العامة لمحارق النفايات البلدية، في انخفاض كبير في كمية الديوكسين والفيوران التي تُنتج من المحطات.
تُنتج محطات تحويل النفايات إلى طاقة رمادًا متطايرًا ورمادًا راسبًا كما هو الحال عند حرق الفحم. يتراوح إجمالي كمية الرماد التي تنتجها محطات تحويل النفايات إلى طاقة من 15% و25% من وزن الكمية الأصلية من النفايات، ويصل الرماد المتطاير إلى نحو 10% إلى 20% من إجمالي الرماد. يُشكل الرماد المتطاير خطرًا محتملًا على الصحة أكثر من الرماد الراسب، لأن الرماد المتطاير يحتوي على معادن سامة مثل الرصاص، والكادميوم، والنحاس، والزنك، وأيضًا كميات صغيرة من الديوكسين والفيوران. قد يحتوي الرماد الراسب على كميات كبيرة من المواد الخطرة على الصحة أو لا. في الولايات المتحدة الأمريكية، وربما في بلدان أخرى أيضًا، ينصّ القانون على فحص الرماد للتحقق من سميته قبل التخلص منه في مدافن النفايات. إذا تبين أن الرماد خطير، فلا يمكن التخلص منه إلا في مدافن النفايات المصممة بعناية لمنع الرماد السام من الارتشاح إلى طبقات المياه الجوفية.
تُعد الرائحة الملوثة من المشاكل الحقيقية عندما لا تكون المحطة معزولة بشكل صحيح. تُخزن بعض المحطات النفايات في منطقة مغلقة بضغط سلبي، ما يمنع الروائح الكريهة من التسرب، ثم يُرسل الهواء المستخرج من منطقة التخزين إلى المرجل أو المرشح. ومع ذلك، لا تتخذ جميع المحطات خطوات للتقليل من الروائح الكريهة، ما يؤدي إلى تقديم الشكاوى.
تتمثل المشكلة التي تؤثر على الناحية الاجتماعية بزيادة الحركة المرورية على الطرق بسبب شاحنات القمامة التي تنقل نفايات البلدية إلى المنشأة. لهذا السبب، تقع معظم المحطات في المناطق الصناعية.
يحتوي الغاز الناتج عن مقالب النفايات، المكون من الميثان بنسبة 50% وثنائي أكسيد الكربون بنسبة 50%، على كمية صغيرة من الملوثات. على عكس محطات تحويل النفايات إلى طاقة، هناك ضوابط قليلة أو معدومة على الملوثات من مقالب النفايات. يُحرق الغاز أو يُستخدم لتشغيل محرك الترددية أو التوربينات الصغيرة عادةً، لا سيما في محطات توليد الطاقة التي تعمل بغاز الهضم (الغاز الحيوي). لا يكون تنظيف غاز المكب فعالًا عادةً من ناحية التكلفة لأن الغاز الطبيعي، الذي يُستبدل به، رخيص نسبيًا.
تُعالج شركة SVZ Schwarze Pumpe GmbH في ألمانيا أنواعًا عديدة من النفايات عن طريق التغويز لاستخدامها في التسخين، والكهرباء، والغاز الصناعي. يجري تحويل الغاز الصناعي إلى الميثانول والفورمالديهايد.